# Masakazu Morita
Masakazu Morita (森田 成一 Morita Masakazu?,  Sumida, Tokio, 21 de octubre de 1972) es un actor, seiyū y cantante japonés, afiliado a Aoni Production. Algunos de sus roles más destacados incluyen el de Ichigo Kurosaki en Bleach, Tidus en Final Fantasy X y Final Fantasy X-2, Kazuki Hihara en La Corda d'Oro, Li Xin en Kingdom, Auel Neider en Gundam Seed Destiny y Pegasus Seiya en Saint Seiya Hades: Chapter Inferno & Chapter Elysion. Morita también es el anfritrión de un show de radio llamado Bleach B-Station.

## Carrera
Morita asistió a la escuela secundaria y superior Kyoka.  Cuando estaba en la escuela secundaria, se unió al club de bandas de música y fue el encargado de dirigir la banda de música, lo que lo llevó a descubrir el placer del entretenimiento. Trabajó como actor en NHK Promotion, estudió con el director de cine Yukio Fukamachi y apareció en películas, obras de teatro y dramas.  Su captura de movimiento para el papel de Zell Dincht en el juego de PlayStation de 1999 Final Fantasy VIII fue su debut como actor. 
En 2001, prestó su voz y capturó el movimiento del personaje principal, Tidus, en el juego de PS2 Final Fantasy X , y desde entonces ha estado activo principalmente como actor de doblaje. Aunque originalmente solo estaba a cargo de la captura de movimiento de Tidus, después de que más de 100 personas audicionaran y no se eligiera ningún actor de doblaje, finalmente llamaron a Morita para una audición y lo contrataron.  Cuando lo eligieron para interpretar el papel, pensó que podría manejarlo porque solo tenía que hacer una voz, pero en realidad, se sorprendió cuando escuchó su propia voz en la grabación y su actuación inmóvil.  Cuando conoció a Hideo Ishikawa, Kazuya Nakai y Hiroshi Kamiya, sus compañeros de reparto en el juego, llegó a respetar la diversión de actuar con voz y su actitud hacia su trabajo, y decidió que quería trabajar en la misma industria que ellos y unirse a la misma agencia. El 1 de septiembre de 2003, después de trabajar como autónomo, se mudó a Aoni Production, su primera agencia de doblaje.
En octubre de 2004, Morita interpretó al personaje principal Ichigo Kurosaki en el anime televisivo Bleach. Morita dijo que Ichigo era uno de sus personajes favoritos que interpretó junto a Tidus,  y en 2005 fue elegido para reemplazar a Tōru Furuya como la voz del personaje principal Pegasus Seiya en Saint Seiya: Hades. Se dice que Morita derramó lágrimas de alegría cuando fue elegido en la audición. También prestó su voz a Ryūji Takane, el personaje principal de Ring ni Kakero 1, y por lo tanto fue seleccionado dos veces para interpretar el papel principal en obras escritas por Masami Kurumada.
En 2007, ganó el premio al Mejor Actor Novato en los primeros Premios Seiyu . En 2008, regresó a los escenarios como artista invitado en una actuación de la compañía de teatro K-Show organizada por Kentarō Itō, y en octubre de 2009 desempeñó su primer papel protagónico y su primera actuación como presidente.
En 2012, Morita debutó como cantante con RING BONES. En 2013, confesó en su página de Twitter que en un momento se encontraba en una situación crítica, oscilando entre la vida y la muerte debido a un shock anafiláctico. Dijo que había "casi muerto tres veces" debido a shock anafiláctico, infarto de miocardio y efectos secundarios.  Se encontraba en un estado muy peligroso, pero gracias a los esfuerzos de los médicos se recuperó.
El 31 de diciembre de 2020 anunció en Twitter que dejaría Aoni Production, empresa a la que perteneció durante 17 años, y trabajaría como autónomo a partir del 1 de enero de 2021.

## Filmografía

### Anime
- Akatsuki no Yona (Ki-Ja) (2014)
- Aqua Kids (Juno) (2004)
- Arslan Senki  (Xandes) (2015)
- Arslan Senki: Fūjin Ranbu  (Xandes) (2016)
- Baby Steps (Sakuya Tkagi) (2015)
- Baccano! (Claire Stanfield) (2007)
- Bakuman 1.2 y 3  (Kazuya Hiramaru) (2010-2013)
- BECK (Hyōdō Masaru) (2004-2005)
- Bleach (Ichigo Kurosaki - Hollow Ichigo) (2004-2012)
- Death Parade (Yōsuke Tateishi) (2015)
- Detective Conan (Ryōsuke Fukuma (419-420); Naosuke Kurokawa (470)) (2005)
- Di Gi Charat Nyo (Omocha Yasushi) (2003)
- Diamond no Ace (Koichiro Tanba) (2013-2015)
- Diamond Daydreams (Yuu) (2004)
- Dragon Ball (Tarble)
- Dragon Ball: Super (Wisu) (2015)
- Final Fantasy VII: Advent Children - motion actor
- Hakkenden Touhou Hakken Ibun (Hazuki) (2013)
- Higashi no Eden (Ryō Yūki) (2009)
- Interlude (2003)
- Kiniro no Corda (Kazuki Hihara) (2006, 2014)
- Kingdom (Xin) (2012-2013)
- Kuroko no Basket (Haizaki Shōgo) (2015)
- Marginal Prince (Alfred Visconti/Red) (2006)
- Miracle Train (Itsumi Ryogoku)
- Kidou Senshi Gundam SEED Destiny (Auel Neider) (2004-2005)
- Major (Toshiya Satō) (2004)
- One Piece (Marco) (2003, 2009-2010)
- Onmyou Taisenki (Yakumo Yoshikawa) (2004-2005)
- Pocket Monsters: Best Wishes (Chili) (2010-2011)
- Prince of Tennis (Tashiro) (2001-2005)
- Rewrite (Kotarou Tennouji) (2016-presente)
- Ring ni Kakero (Ryūji Takane) (2004-2011)
- SD Gundam Sangokuden Brave Battle Warriors (Ryomou Dijeh) (2010-2011)
- Sengoku Basara (Maeda Keiji) (2009-2010, 2014)
- Shaman King (Mosuke) (2021)
- Shingeki no Bahamut: Genesis (Azazel) (2014)
- Sōkyū no Fafner (Billy Morgan) (2015)
- Sonic X (Chris Thorndyke (Adulto)) (2003)
- Tiger & Bunny (Barnaby Brooks Jr.) (2011)
- Tiger Mask W (Kazuchika Okada) (2016)
- World Trigger (Shūji Miwa) (2014)
- Big Order (Hoshimiya Eiji) (2016)
- Rewrite (Tennouji Kotarou) (2016)

### OVAs
- Bungō Stray Dogs: Hitori Ayumu (2017) (Shōsaku Katsura)
- Saint Seiya: The Hades - Chapter Inferno (Seiya de Pegaso)
- Saint Seiya: The Hades - Chapter Elysion (Seiya de Pegaso)

### Películas
- Bleach: Memories of Nobody (2006) (Ichigo Kurosaki)
- Bleach: The DiamondDust Rebellion (2007) (Ichigo Kurosaki)
- Bleach: Fade to Black - Kimi no na o yobu (2008) (Ichigo Kurosaki)
- Bleach: Jigoku-hen (2010) (Ichigo Kurosaki)
- Higashi no Eden (Ryō Yūki)
- Tiger & Bunny: The Beginning y Tiger & Bunny: The Rising (Barnaby Brooks Jr.)
- Dragon Ball Z: la batalla de los dioses (Wisu)
- Dragon Ball Z: Fukkatsu no F (Wisu)
- Dragon Ball Super: Broly (Wisu)
- Dragon Ball Super: Super Hero (Wisu)

### Videojuegos
- Bleach series (Ichigo Kurosaki)
- Final Fantasy X (Tidus)
- Final Fantasy X-2 (Tidus), (Shuyin)
- Saint Seiya: The Hades - Pegasus Seiya
- Kingdom Hearts (Tidus)
- Riveria: The Promised Land (Ledah)
- Yo-Jin-Bo: The Bodyguards (Yozaburo Shiraanui)
- Sengoku Basara 2 (Maeda Keiji)
- Summon Night: Swordcraft Story 2 (Leki)
- Dissidia: Final Fantasy (Tidus)
- Tokimeki Memorial Girl's Side Second Kiss (Saeki Teru)
- Genshin Impact (Thoma)

### CD dramas
- Special A (Tadashi Karino)
- Shakugan no Shana (Yuuji Sakai)

## Doblaje japonés
- High School Musical (2006) - voz de Troy Bolton